# Nu Gruis
Désignations
Nu Gruis (en abrégé ν Gru) est une étoile géante de la constellation de la Grue. Sa magnitude apparente est de 5,47. D'après la mesure de sa parallaxe annuelle par le satellite Gaia, l'étoile est située à environ ∼ 278 a.l. (∼ 85,2 pc) de la Terre. Elle s'en éloigne à une vitesse radiale héliocentrique de +12 km/s.
Nu Gruis est une géante rouge de type spectral G8III, une étoile qui a consommé tout l'hydrogène de son cœur et qui a gonflé. C'est une étoile seule. Elle possède un compagnon optique, dont la proximité avec Nu Gruis n'est que fortuite, qui est une étoile de magnitude apparente 12,5, non visible même à l'aide de jumelles.